# Enclavi europee in Nord Africa prima del 1830
Le enclavi europee in Nord Africa (tecnicamente "semi-enclavi") erano città, fortificazioni e colonie commerciali sulle coste mediterranee ed atlantiche del Nord Africa occidentale (area detta anche Maghreb), ottenute da varie potenze europee nel corso del medioevo e dell'età moderna, nel periodo precedente la capacità militare di occupare l'interno (cioè prima della conquista francese dell'Algeria nel 1830).
Le prime furono istituite nell'XI secolo dalle Repubbliche marinare italiane. Le principali potenze europee coinvolte furono Spagna e Portogallo; anche la Francia e, brevemente, l'Inghilterra ebbero una loro presenza temporanea. La maggior parte di queste enclavi venne evacuata alla fine del XVIII secolo: oggi rimangono solo i possedimenti spagnoli di Ceuta, Melilla e delle Plazas de soberanía.

## Possedimenti italiani

### Le repubbliche marinare
Intorno all'anno 1000 cominciarono ad apparire nel Nord Africa piccole colonie di mercanti provenienti dalla Repubblica di Amalfi e dalla Repubblica di Pisa. Nel 1133, Pisa negoziò un trattato commerciale con gli Almoravidi, così come Genova cinque anni dopo. Quando il potere degli Almoravidi si indebolì, le repubbliche marinare adottarono una politica più aggressiva e Pisa tentò di impadronirsi delle isole Baleari nel 1114. Nel 1134, appena un anno dopo aver firmato un trattato commerciale con Bejaia, Genova attaccò la città prima di inviare una flotta combinata con Pisa ad occupare Annaba nel 1136. Gli stessi pisani fecero irruzione a Tabarca nel 1140. Queste iniziative italiane miravano principalmente all'acquisizione del controllo del redditizio commercio del corallo. Esistono testimonianze della zona costiera di Marsacares (oggi El Kala) sotto la giurisdizione, in tempi diversi, di Pisa e successivamente di Genova.

### Il regno di Sicilia

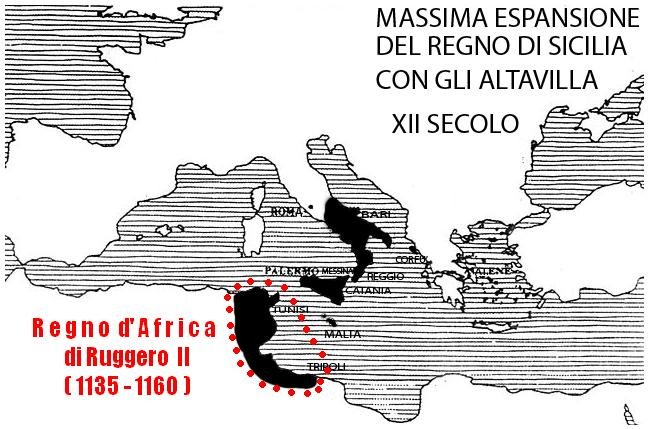
I territori d'Africa del regno di Sicilia normanno nel XII secolo

L'arrivo dei Normanni in Italia portò alla riconquista cristiana della Sicilia, completata nel 1091. Ruggero II di Sicilia ampliò i domini del Regno di Sicilia verso l'Africa, prendendo Djerba nel 1135, per poi successivamente occupare varie città costiere tunisine che, insieme, portarono alla formazione di un'entità semi-statuaria di breve durata nota come il Regno normanno d'Africa. Dopo l'evacuazione di Mahdia nel 1160, ebbe fine il controllo normanno della costa nordafricana.
Nel 1296 il nuovo sovrano di Sicilia, Federico III, invase nuovamente Djerba e la tenne fino al 1333. Fu riconquistata dal Vicario del Regno di Sicilia Manfredi Chiaramonte, che divenne signore dell'isola, e conquistò anche le Isole Kerkenna. La guarnigione siciliana abbandonò l'isola nel 1392, l'anno dopo la morte di Chiaramonte.

#### Gli ospitalieri di Malta
I Cavalieri ospitalieri che dal 1530 governavano Malta, formalmente sempre del Regno di Sicilia, possedevano in questo periodo la città di Tripoli, in Libia, detta Tripoli di Berberia per distinguerla dall'altra Tripoli, detta di Siria, nell'attuale Libano. Questa città venne loro tolta da Dragut nel 1551.

### I genovesi

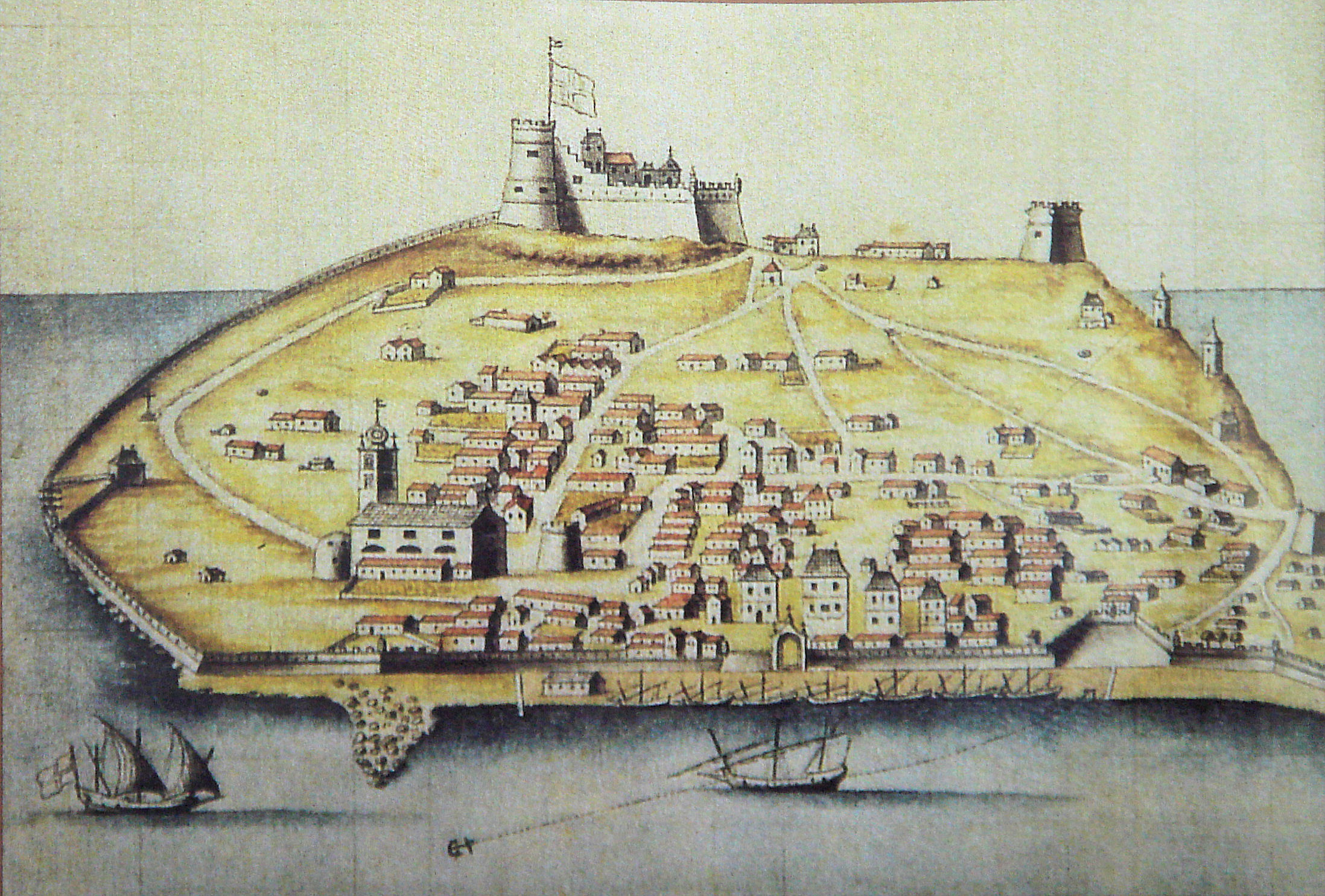
L'isola genovese di Tabarca nel XVIII secolo

Con la fine del controllo siciliano della costa tunisina, i possedimenti italiani in Nord Africa ritornarono nel XVI secolo, grazie alla repubblica di Genova, che detenne Jijel (Algeria) e Tabarca (Tunisia), conservando quest'ultima dal 1540 al 1742.
Possedimenti (da Ovest a Est)
- Jijel (Djidjelli) (a intermittenza prima del 1514)
- Mers el-Kharez (Marsacares) oggi El Kala (XI-XII secolo)
- Tabarka (Tabarca) (1540-1742)
- Regno normanno d'Africa, da Tunisi a Tripoli (1135-1160)
- Djerba (Gerba) (1135-1158, 1284-1333, 1389-1392)
- Tripoli (1530-1551)

## Possedimenti portoghesi

Possedimenti portoghesi in Marocco

La presenza portoghese in Nord Africa risale al regno di re João I, con la conquista di Ceuta del 1415 e continuò fino al 1769, anno in cui El Jadida fu abbandonata. Le enclavi, per lo più lungo la costa atlantica del Marocco, erano conosciute in Portogallo come "l'Algarve berbero" o come "l'Algarve dall'altra parte" ("Algarve de Além").
La presa di Ceuta fu riconosciuta da papa Martino V come una crociata. Il possesso della città non portò tuttavia alcun vantaggio economico al Portogallo, poiché il commercio si spostò in altre città della regione. Di conseguenza, il successore di João, il re Duarte, cercò di prendere anche Tangeri nel 1437, ma non ci riuscì. Fu solo durante il regno del figlio di Duarte, Afonso V, che il Portogallo fu in grado di espandere i suoi possedimenti in Nord Africa, prendendo Ksar es-Seghir nel 1458, Arcila nel 1471, oltre alla breve riconquista di Tangeri. Afonso era conosciuto come o Africano (l'Africano) a causa delle sue conquiste, e fu il primo sovrano portoghese a prendere il titolo di "Re del Portogallo e degli Algarves su questo lato e oltre il mare in Africa". Nel 1486 il suo successore João II conquistò e fortificò El Jadida (Mazagan) mentre i portoghesi continuavano il loro viaggio a sud verso la Guinea. Due anni dopo venne poi accettato l'atto di sottomissione del governatore di Safi.
Le rimanenti conquiste portoghesi in Marocco furono assicurate dal re Manuele I - Agadir, Essaouira e Azenmmour. Dopo una precedente sconfitta, El Jadida fu riconquistata e nel 1508 fu stabilito il dominio diretto su Safi. Mehdya fu presa nel 1515, sebbene andò perduta subito dopo nel 1541. La vecchia base pirata di Anfa, che i portoghesi avevano distrutto nel 1468, prima di rioccuparla e fortificarla nel 1515, divenne nota come "Casa Branca", da cui, proviene l'attuale denominazione di Casablanca.
Al tempo di João III, l'impero portoghese si era espanso in tutto il mondo. In questo contesto, il mantenimento o forse l'espansione dei possedimenti in Marocco non esercitava alcuna attrazione economica e sembrava sempre più difficile da sostenere in termini militari. Nel 1541 Agadir cadde in mano al principe Saadi Moulay Muhammad, e nello stesso anno anche il Portogallo perse Safi e Azamor. Nel 1550 persero Ksar es-Seghir e Arcila.
Nel 1577, durante il re Sebastiano I del Portogallo Arcila tornò sotto il controllo portoghese fino alla sua conquista per mano del sovrano Saadi Almanzor nel 1589. La disastrosa crociata in Marocco costò però la vita al re portoghese, ponendo fine all'epoca dell'espansione portoghese e portando all'estinzione dello stato portoghese indipendente tra il 1580 e il 1640.
Nonostante la riacquistata indipendenza nel 1640, la corona portoghese fu costretta a rinunciare alle sue mire su Ceuta, in favore della Spagna, in seguito alla firma del Trattato di Lisbona del 1668. Dopo di esso il Portogallo ha mantenuto solo tre enclavi in Nord Africa: Tangeri, Casablanca e El Jadida. Tangeri fu ceduta all'Inghilterra nel 1661 ai sensi del Marriage Treaty come parte della dote di Caterina di Braganza, e Casablanca fu abbandonata dopo il terremoto di Lisbona del 1755. Sotto l'assedio di Muhammad III fu infine evacuata anche El Jadida il 10 marzo 1769, ponendo fine alla presenza portoghese in Nord Africa.
Da Ovest a Est:
- Agadir (Santa Cruz do Cabo de Gué) (1505-1541)
- Essaouira (Mogador) (1506–1525)
- Souira Guedima (Aguz) (1506-1525)
- Safi (Safim) (1488-1541)
- El Jadida (Mazagão) (1486-1769)
- Azemmour (Azamor) (1513-1541)
- Casablanca (1515–1755)
- Asilah (Arzila) (1471-1589)
- Tangeri (Tânger) (1471-1661)
- Ksar es-Seghir (Alcácer-Ceguer) (1458-1550)
- Ceuta (1415-1640)

## Possedimenti spagnoli
Dopo aver preso Granada nel 1492, i monarchi cattolici di Spagna decisero di estendere la Reconquista attraverso lo stretto di Gibilterra.

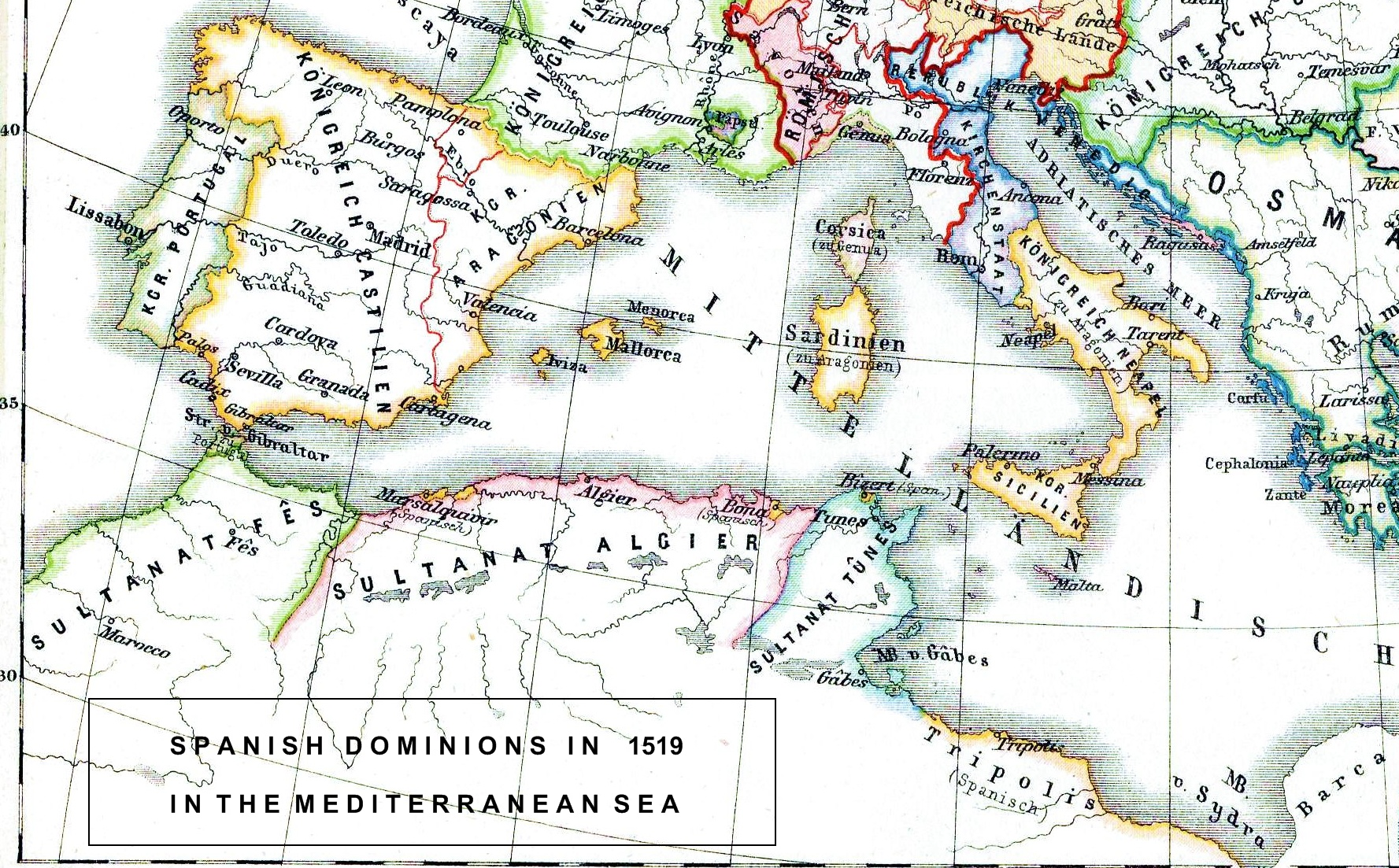
"Plazas fuertes" e possedimenti della Spagna nel 1519 dal Marocco alla Tripolitania

Vennero create una serie di teste di ponte sulla terraferma africana, prima Melilla (1497), poi Cazaza e Mers El Kébir (1505). Tra il 1508 e il 1510 si estesero ampiamente le aree sotto il loro controllo, includendo Peñón de Vélez de la Gomera (1508), e poi le principali città costiere - Orano (1509), Algeri (1510), Bejaia (1510) e Tripoli (1510) e dintorni nella Libia costiera. La Spagna, tuttavia, non disponeva dei mezzi militari per estendere ulteriormente la sua area di controllo. Questo successo limitato ha spinto i governanti musulmani locali in Nord Africa a incoraggiare Oruç Reis ad attaccare le posizioni spagnole e fare incursioni in Andalusia, Valencia e Alicante. Nel 1516, l'anno in cui morì il re Ferdinando, Oruç prese Algeri ed espulse gli spagnoli.
L'imperatore Carlo V, successore di Ferdinando, intendeva riconquistare Algeri e porre fine alla minaccia di pirateria rappresentata da Oruç. Carlo sbarcò quindi a Orano e Oruç fu ucciso dalle forze spagnole a Tlemcen nel 1518. Tuttavia, l'impero spagnolo non fu in grado di mantenere il controllo delle aree occupate, ed il fratello di Oruç, Hayreddin Barbarossa, pose Algeri sotto la protezione dell'Impero ottomano.
Quando Filippo II di Spagna assunse il trono del Portogallo nel 1580 e della Spagna, tutti i possedimenti spagnoli sulla costa nordafricana erano ormai già stati persi, ad eccezione di Melilla, Peñón de Vélez de la Gomera e Oran - Mers El Kébir (Mazalquivir) mentre solo Ceuta, Tangeri, Arcila ed El Jadida rimasero dei territori portoghesi. Sebbene Filippo III di Spagna ottenne Larache (1610) e La Mámora (1614) in Marocco, l'ascesa della dinastia alawita significò la perdita di molti precedenti possedimenti al dominio musulmano. Alla morte di Mulay Isma'il (1672-1727), gli unici territori rimasti alla Spagna furono Ceuta (acquisita dal Portogallo nel 1640), Melilla, le isole Alhucemas (occupate nel 1673) e Peñón de Vélez de la Gomera.

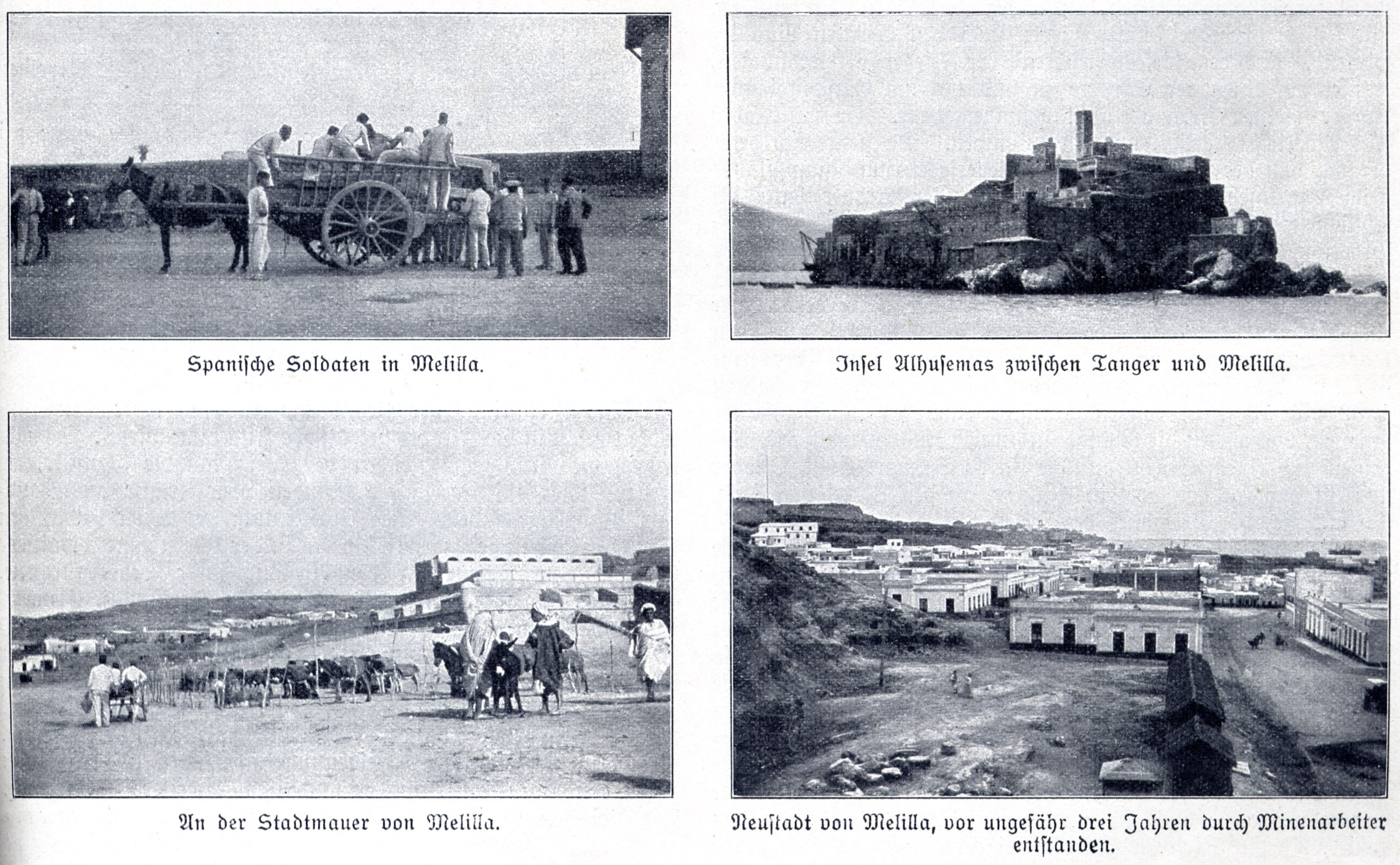
Melilla e il Peñón de Alhucemas nel 1909

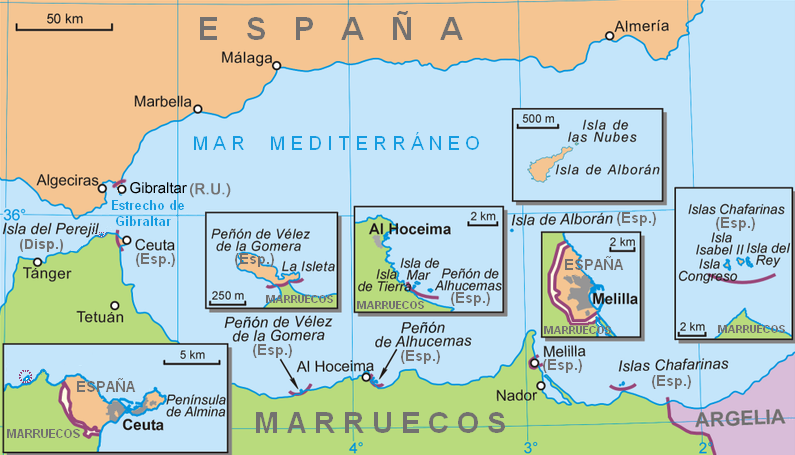
Restanti Plazas de soberanía spagnole in Nord Africa

Il primo sovrano borbonico spagnolo Filippo V desiderava ristabilire la supremazia spagnola sulla costa algerina e nel 1732 inviò una spedizione militare che riconquistò Oran e Mers El Kébir. Le città rimasero sotto il dominio spagnolo fino a quando non furono del tutto distrutte da un terremoto nel 1790 e successivamente evacuate. Nel 1792 tornarono infine sotto il dominio ottomano.
Da Ovest a Est:
- Dakhla (Dajla, poi Villa Cisneros) (1502)
- Santa Cruz de la Mar Pequeña (in seguito Puerto Cansado) (1510–1644)
- Mehdya (La Mamora) (1614-1681)[32]
- Larache (1610-1689) (anche parte del protettorato spagnolo del Marocco 1912-1956)
- Ceuta (dal 1668)
- Peñón de Vélez de la Gomera (1508-1522; dal 1564)
- Isole Alhucemas (dopo il 1559)
- Cazaza (1505-1533)
- Melilla (dopo il 1497)
- Honaïne (1531-1535)
- Mers El Kébir (Mazalquivir) (1505-1708, 1732-1792)
- Orano (1509-1708, 1732-1791)
- Peñón di Algeri (1510-1529)
- Algeri (Argel) (1510-1516)
- Béjaïa (Bugia) (1510–1555)
- Annaba (Bona) (1535-1540)
- Bizerte (Biserta) (1535-1573)
- La Goulette (La Goleta) (1535–1574)
- Tunisi (Túnez) (1573-1574) (protettorato spagnolo dal 1535 al 1569 a seguito della campagna del 1535)
- Susa (Susa) (1537-1574)
- Monastir (1550-1554)
- Mahdia (1550-1553)
- Djerba (Yerba) (1521-1524 e 1559-1560)
- Tripoli (1510-1530; poi ceduta ai Cavalieri Ospitalieri, infine persa nel 1551)

## Possedimenti francesi

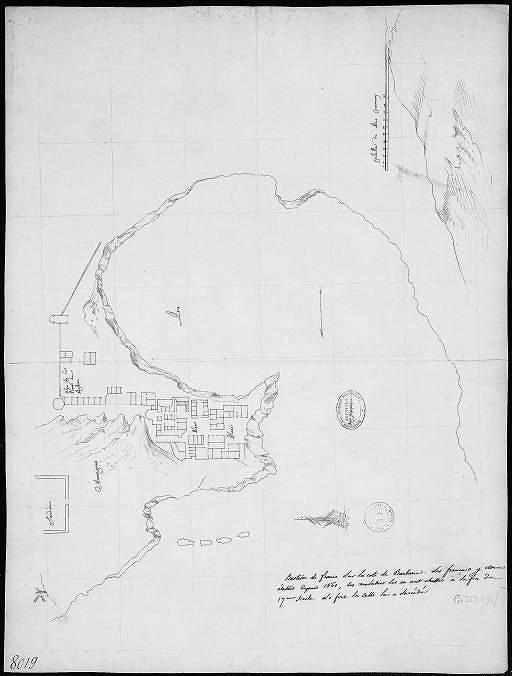
Schizzo del Bastion de France

L'alleanza franco-ottomana del 1536 pose le basi per i primi possedimenti francesi sulla costa nordafricana. Nel 1550 il Dey di Algeri, Turgut Reis, concesse il diritto di pescare coralli sulla costa di Massacares, vicino ad Annaba, a Tomasino Lenche (c. 1510–1568), un mercante di Marsiglia. L'anno successivo Enrico II gli concesse un identico monopolio (rinnovato nel 1560 da Carlo IX). Il sultano Selim II garantì alla Francia una concessione commerciale sui porti di Malfacarel, La Calla (El Kala), Collo, Cap Rose (Cap Rosa) e Bone (Annaba). Nel 1552 Lenche ottenne il permesso di costruire la prima presenza francese permanente sulla costa, la fortezza nota come Bastion de France.
Tomasino Lenche completò la costruzione del Bastion de France nel 1560 e fondò la Magnifique Compagnie du Corail per lo sfruttamento commerciale delle risorse della costa. Non passò molto tempo prima che Tomasino si diversificasse nella vendita di artiglieria, polvere e altre armi ai Dey. La ricchezza dei Lenche attirò però l'invidia di Algeri, che conquistò il Bastione nel 1564. Lenche riuscì a ristabilirsi, ma nel giugno 1604 il Bastione di Francia fu abbattuto dai soldati di Annaba supportati dalle forze navali algerine inviate dal raïs Mourad. La fortezza fu infine restituita ai Lenche dopo l'intervento diplomatico di Enrico IV. Un altro attacco algerino si verificò nel 1615, ma l'anno successivo il capitano Jacques Vinciguerra riaffermò il controllo dei Lenche. Alla fine, nel 1619, Tomaso II Lenche vendette infine i suoi diritti sul bastione a Carlo, duca di Guisa.

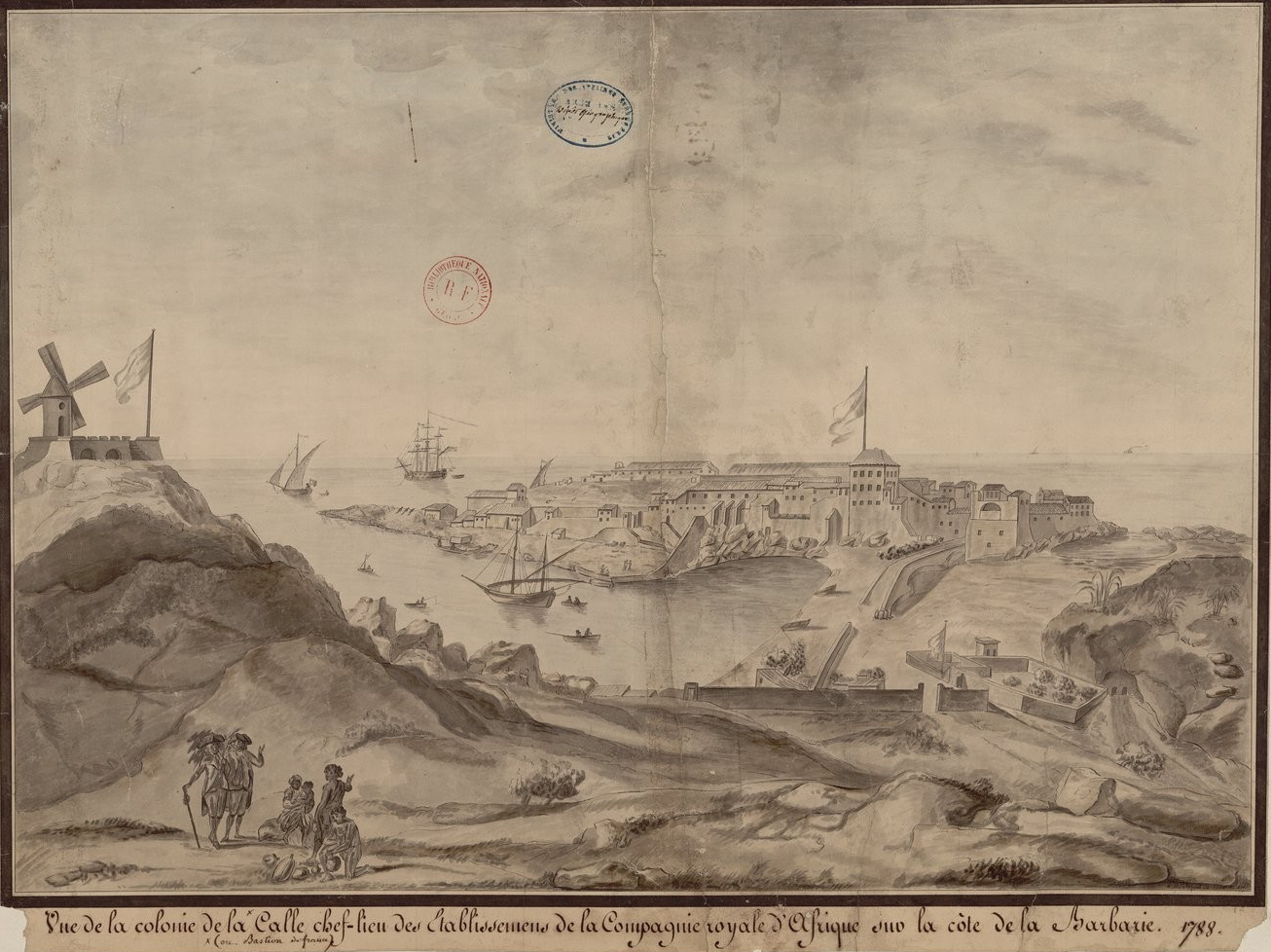
Veduta della colonia di El Kala (La Calle), 1788. A quel tempo il Bastione era passato sotto il controllo della Reale Compagnia dell'Africa francese e non era più gestito come una concessione privata

Dopo quasi un decennio, il 19 settembre 1628, Sanson Napollon, erede delle fortune dei Lenche, firmò un trattato commerciale con Algeri e ravvivò le postazioni commerciali di Annaba, La Calle e il Bastion de France. Oltre a raccogliere coralli, ha anche aperto una stazione di scambio di grano a Cap Rosa. Nel 1631 Luigi XIII nominò Napollon governatore del Bastione, rendendolo in seguito proprietà della corona piuttosto che del Duca di Guisa. Tuttavia Napollon fu ucciso durante un attacco genovese nel 1633 e nel 1637 una flotta algerina al comando di Ali Bitchin occupò e distrusse tutte le postazioni francesi e commerciali lungo la costa.

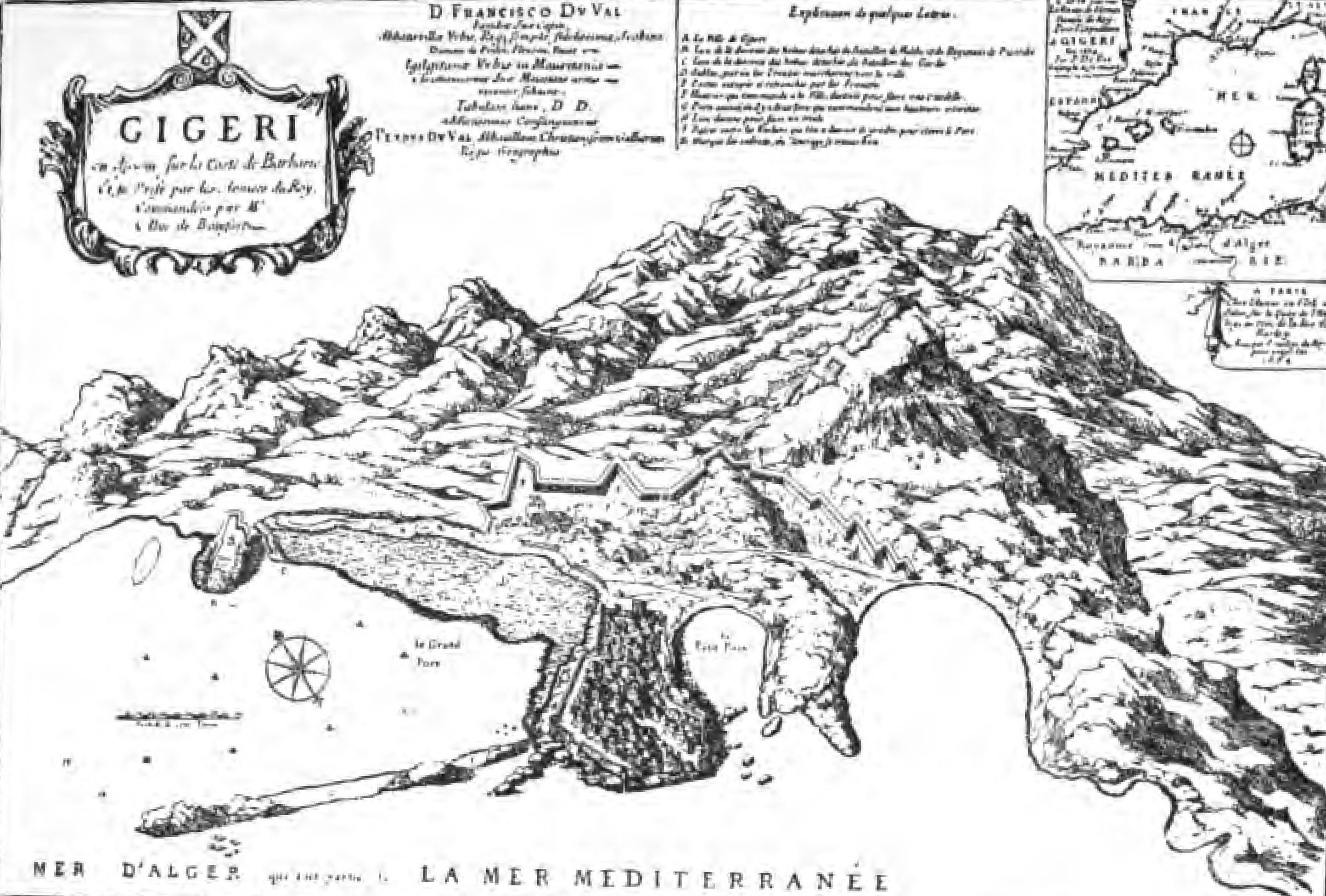
Jijel, 1664

Nel 1664, Luigi XIV organizzò una spedizione (nota come spedizione Djidjelli) per prendere la città di Jijel e usarla come base contro la pirateria. La città fu presa, ma dopo averla tenuta per soli tre mesi, i francesi si ritirarono, abbandonandola. Nel 1682 e di nuovo nel 1683 l'ammiraglio Duquesne bombardò Algeri come parte delle campagne francesi contro la pirateria e nel 1684 il Dey di Algeri firmò un nuovo trattato con de Tourville. Il possesso francese del Bastion de France venne confermato per 100 anni, così come vennero ripristinati i diritti precedenti a La Calle, Cap Rose, Annaba e Bejaia.
Il trattato del 1684 garantì gli stessi diritti anche a Napollon a M. Denis Dussault, prima che, in base a un altro trattato firmato nel 1690, tutti i diritti su queste concessioni fossero assegnati alla Compagnia dell'Africa francese. La Compagnia dell'Africa francese abbandonò prontamente il Bastione e stabilì i suoi commerci a la Calle, dove continuò ad operare fino alla sua liquidazione nel 1799. Nel 1807 il Dey di Algeri cedette tutti i precedenti diritti francesi per i posti commerciali e le basi al Regno Unito, e questi non furono restituiti alla Francia fino al Congresso di Vienna nel 1815. Durante la crisi diplomatica del 1827 tra Algeri e la Francia, i francesi abbandonarono la Calle che venne prontamente distrutta. Questi eventi furono il preludio alla conquista francese dell'Algeria nel 1830.

## Possedimenti inglesi
Tangeri (1661-1684) venne brevemente ceduta all'Inghilterra dal Portogallo come parte della dote di Caterina di Braganza, sposa di Carlo II d'Inghilterra. L'enclave era tuttavia eccessivamente costosa da difendere e fortificare contro gli attacchi di Mulay Isma'il e non offriva sufficienti vantaggi commerciali né militari all'Inghilterra. Nel febbraio 1684 le truppe inglesi abbandonarono quindi le loro postazioni, le mura furono abbattute ed il molo distrutto.

## Possedimenti europei dopo il 1830
Nel 1830 la Francia invase e conquistò l'Algeria e nel 1881 fece della Tunisia un protettorato. A queste date non c'erano più enclavi costiere europee in nessuno dei due territori.
Nel 1859, in risposta a un attacco a Ceuta da parte delle tribù locali, la Spagna intraprese la guerra ispano-marocchina (1859–60). Con il Trattato di Wad-Ras del 1860 il Marocco ha riconosciuto l'eterna sovranità spagnola su Ceuta e Melilla. Tetuan fu ceduta temporaneamente alla Spagna fino a quando l'indennità di guerra del Marocco non fu estinta (fu restituita nel 1862). Inoltre, il Marocco cedette il territorio dell'antica colonia spagnola di breve durata di Santa Cruz de la Mar Pequeña, che sarebbe poi diventata il territorio spagnolo di Ifni. Alla Conferenza di Berlino del 1884, la Spagna ottenne il riconoscimento internazionale di un protettorato sul territorio intorno alla città di Sidi Ifni. Durante la guerra di Ifni del 1957, gli insorti marocchini presero il controllo del territorio intorno alla città, ma non del centro abitato. L'intero territorio è stato infine ceduto dalla Spagna al Marocco nel 1969 in seguito all'approvazione della risoluzione 2072 dell'Assemblea generale delle Nazioni Unite.
Dal 1900 Francia e Spagna si erano accordate sulle sfere di influenza in Marocco e nel 1912 stabilirono protettorati nelle rispettive zone. Tuttavia, in seguito a forti pressioni del Regno Unito, con una convenzione internazionale del 1923 venne istituita la Zona internazionale di Tangeri. Questo rappresentava politicamente un nuovo ibrido in termini di sovranità e amministrazione. Nominalmente il sultano del Marocco manteneva la sovranità sul territorio e la giurisdizione sui suoi abitanti marocchini, mentre l'amministrazione era gestita congiuntamente da Belgio, Francia, Gran Bretagna, Italia, Paesi Bassi, Portogallo e Spagna. La Zona Internazionale fu abolita nel 1956 contemporaneamente ai protettorati francese e spagnolo quando il Marocco riconquistò l'indipendenza.
Dal 1956, le uniche enclavi europee del Nord Africa sono Ceuta, Melilla e le plazas de soberanía.
Avamposti spagnoli acquisiti dopo il 1830:
- Ifni (1860-1969)
- Tétouan (Tetuán) (1860–1862) (anch'essa parte del protettorato spagnolo del Marocco 1912–1956)
- Islas Chafarinas (dal 1848)

## Galleria d'immagini

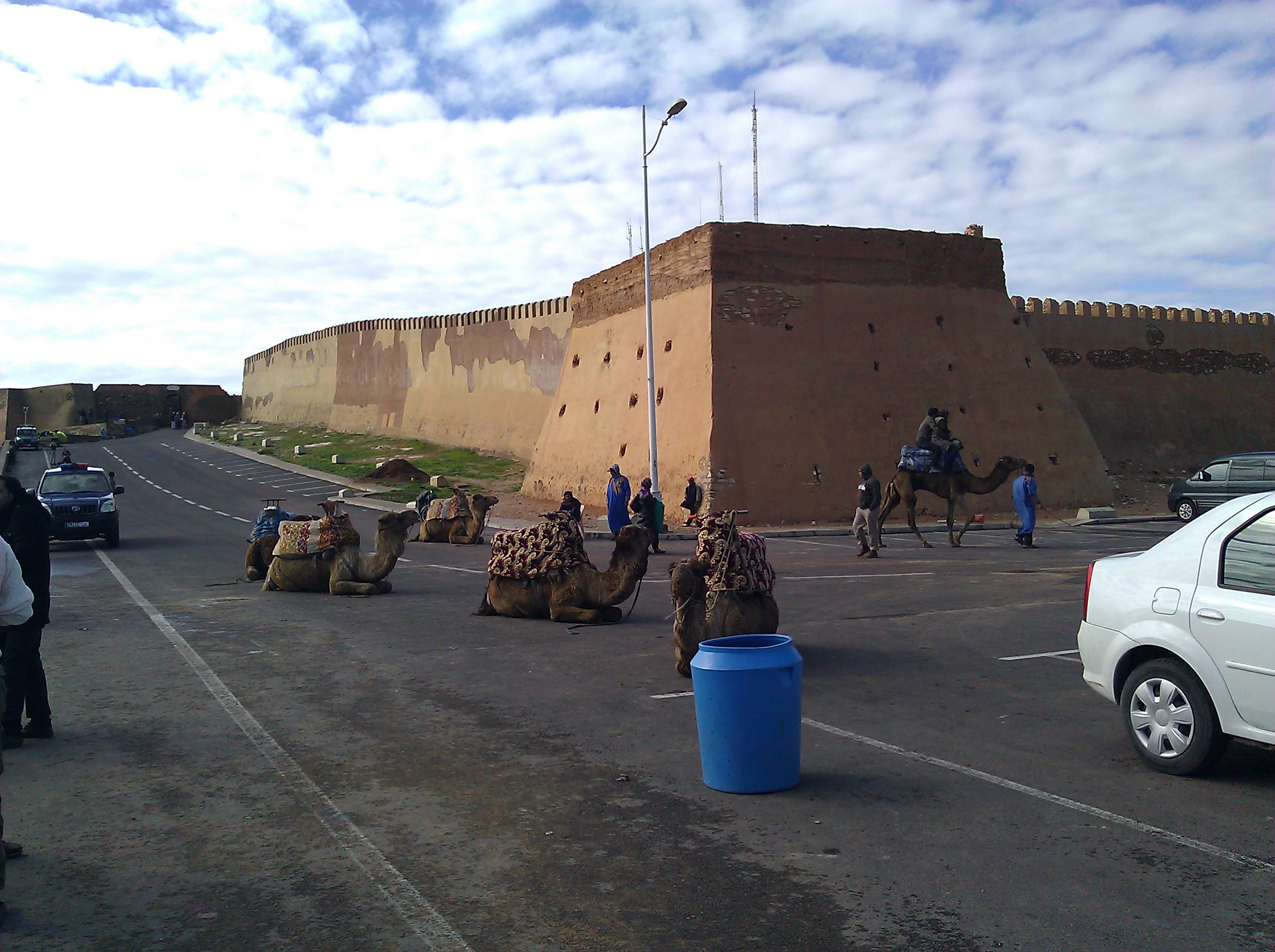
Fortificazioni di Agadir
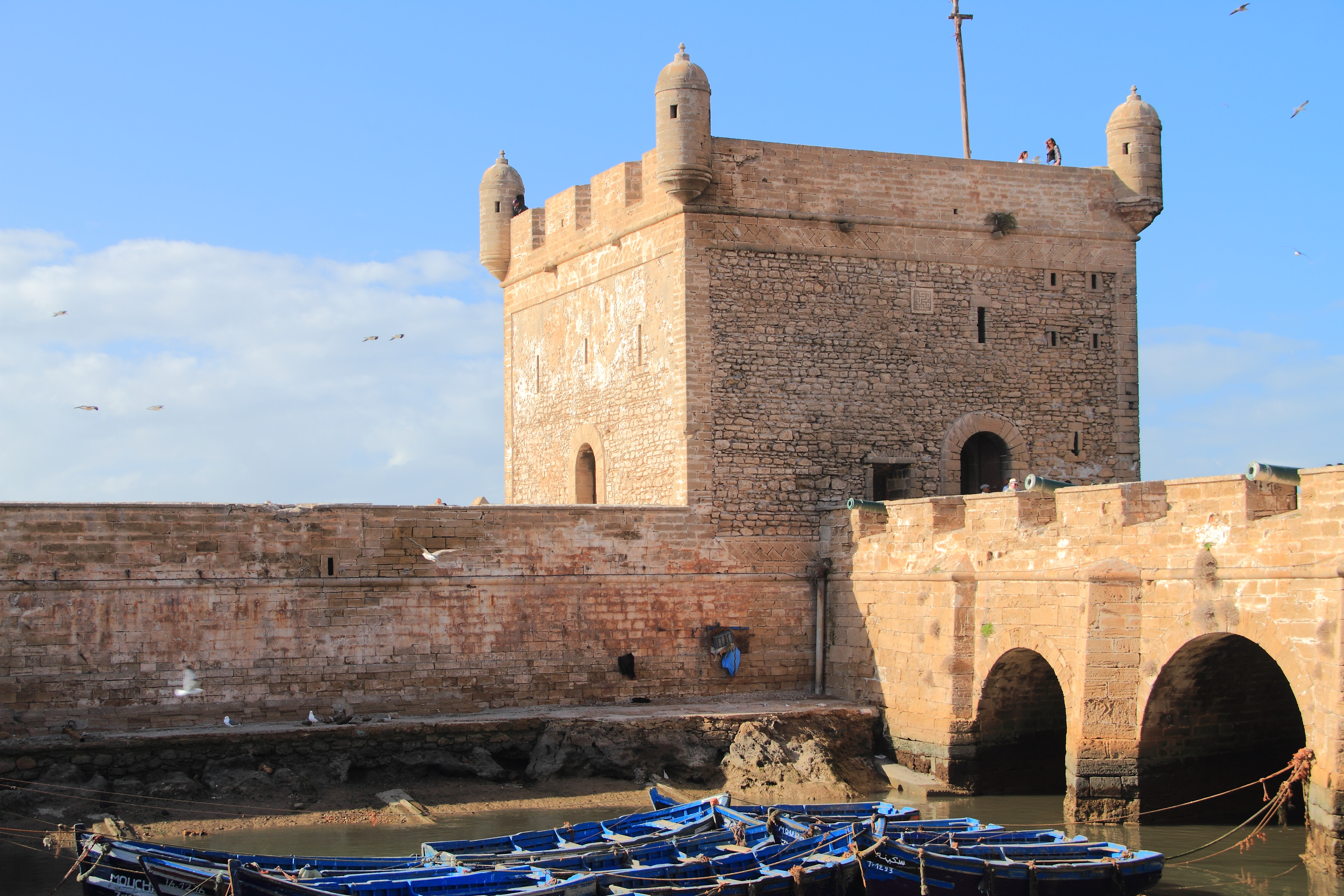
Forte portoghese di Essaouira
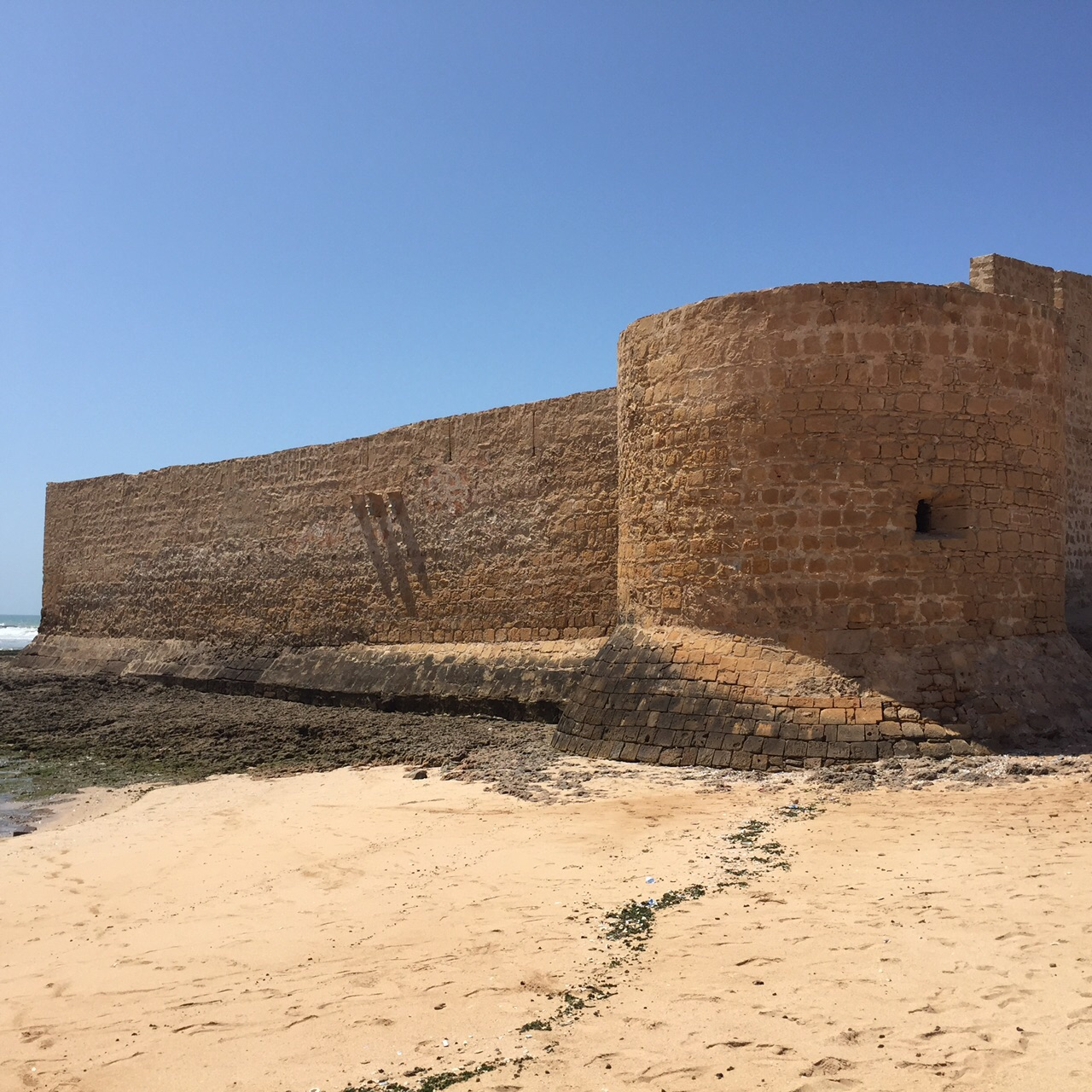
Forte di Souira Guedima
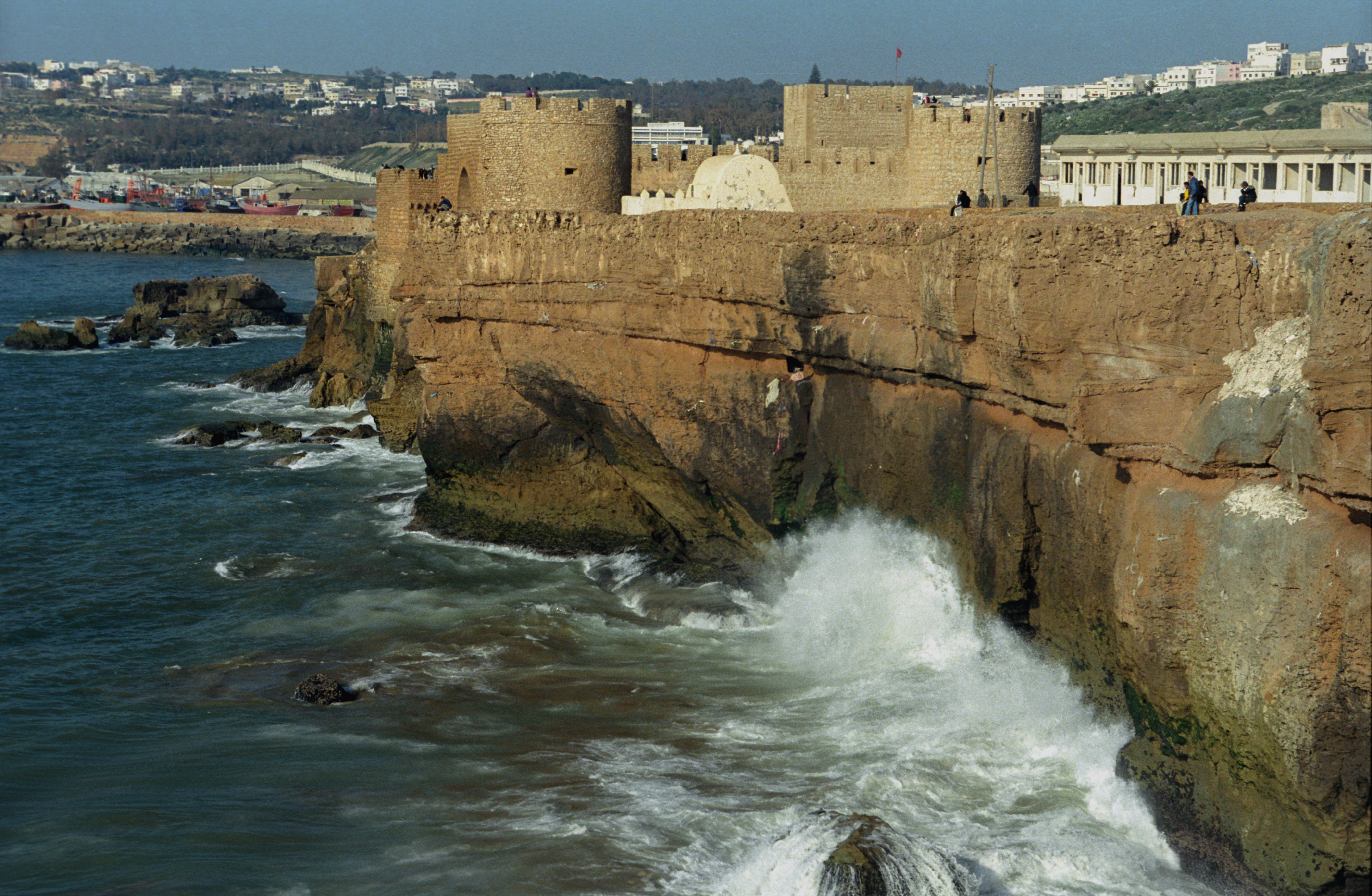
Pareti marittime di Safi
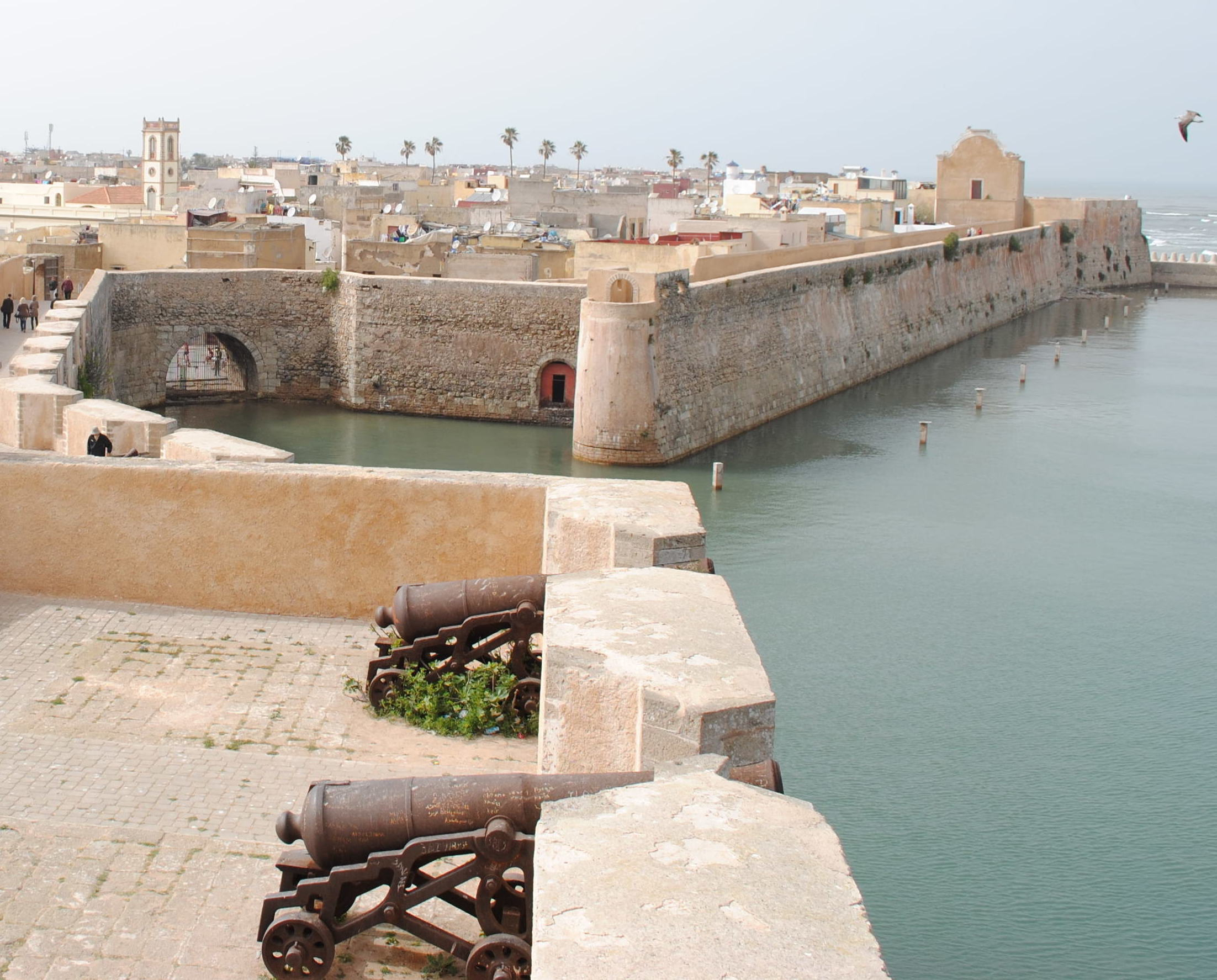
Cittadella di El Jadida
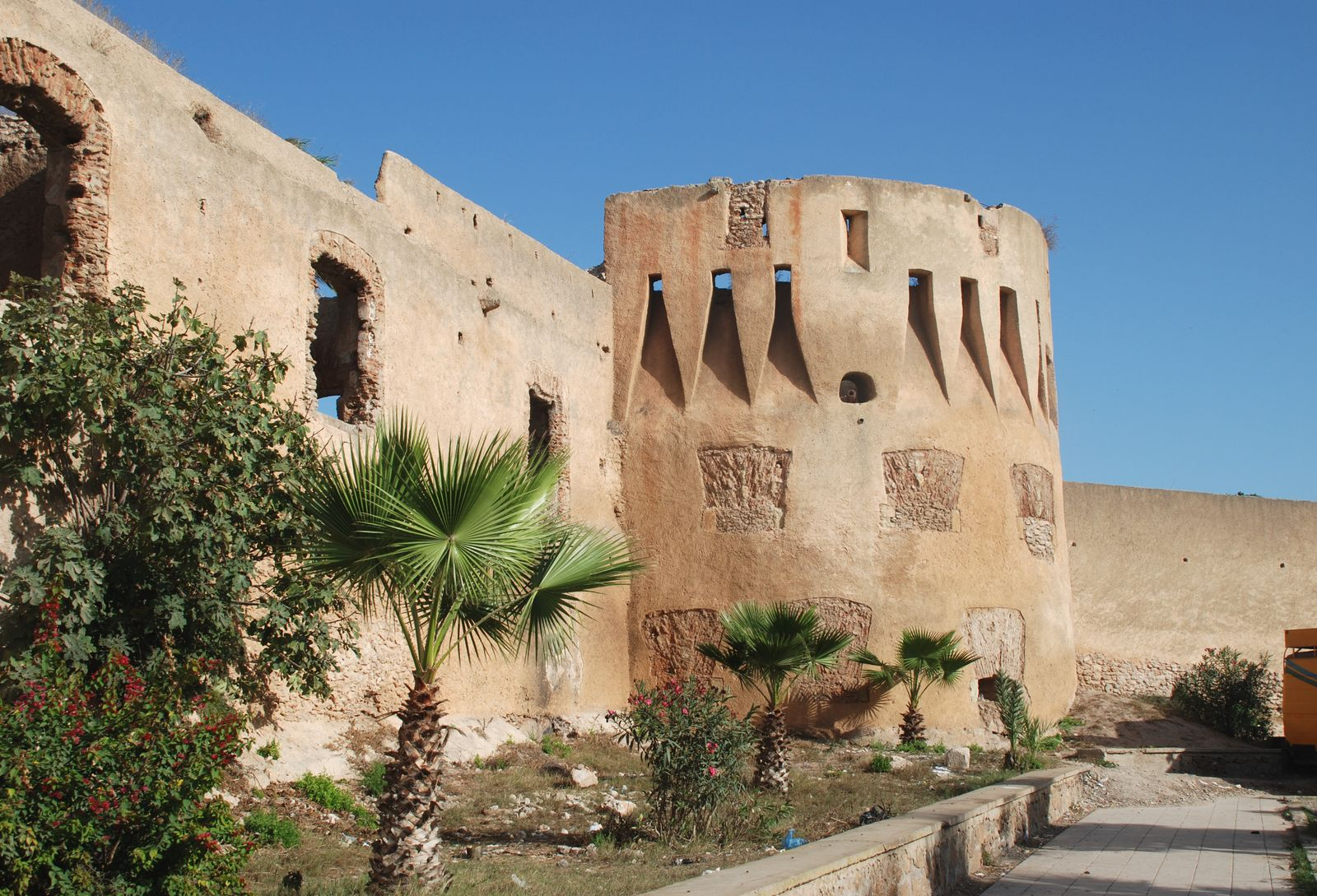
Mura di Azemmour
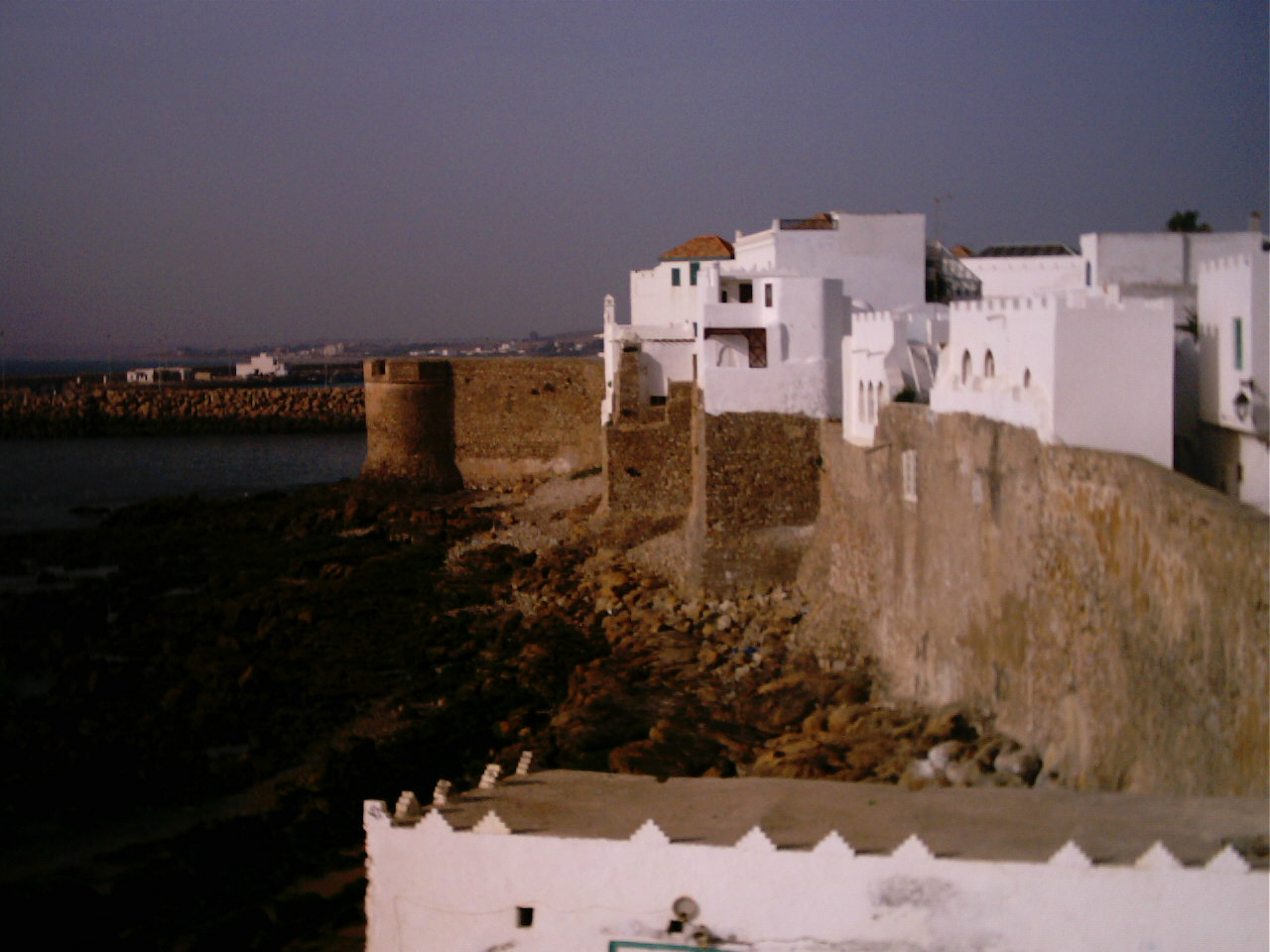
Pareti del mare di Asilah
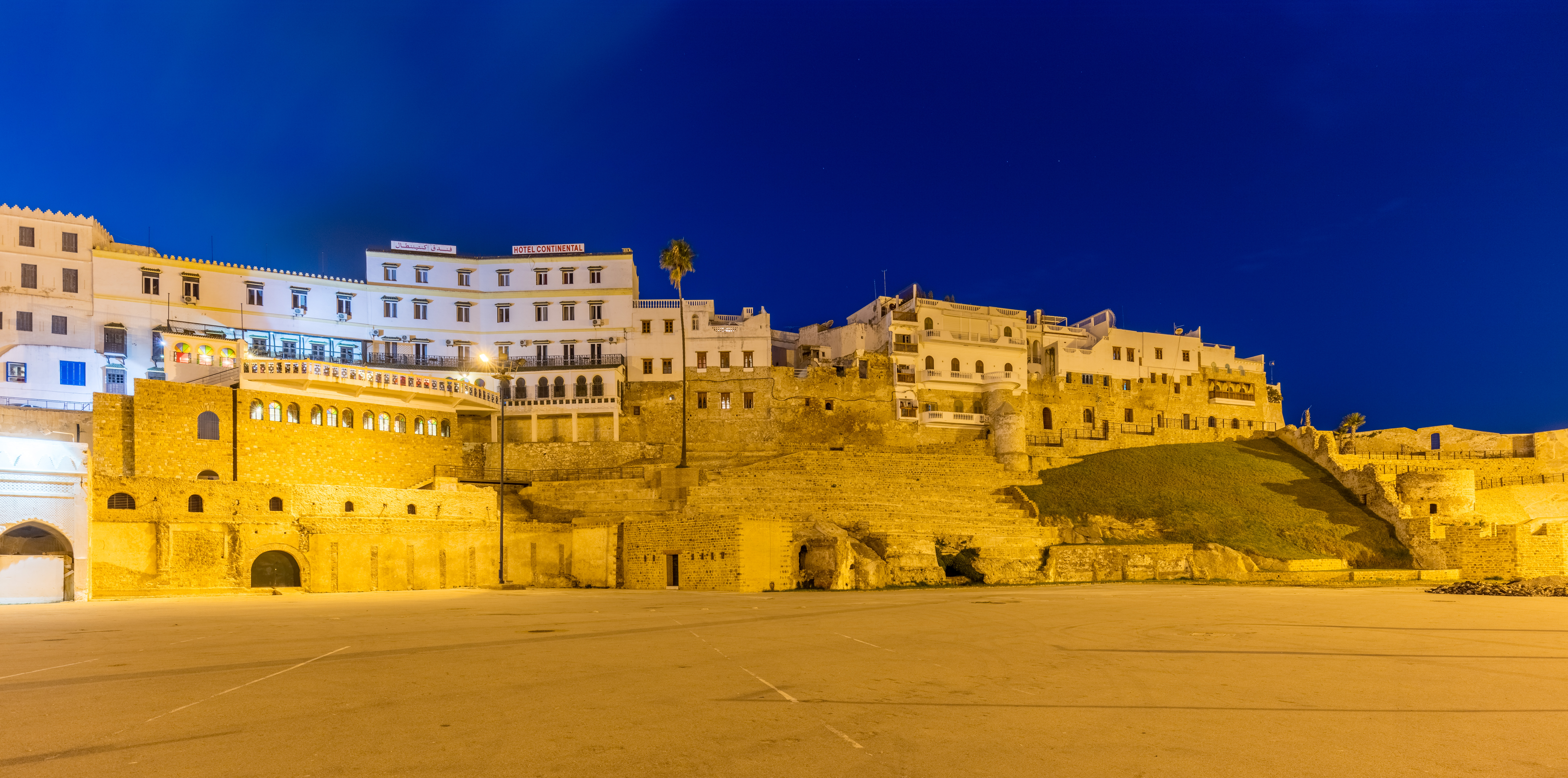
Mura della città di Tangeri
Mura reali di Ceuta
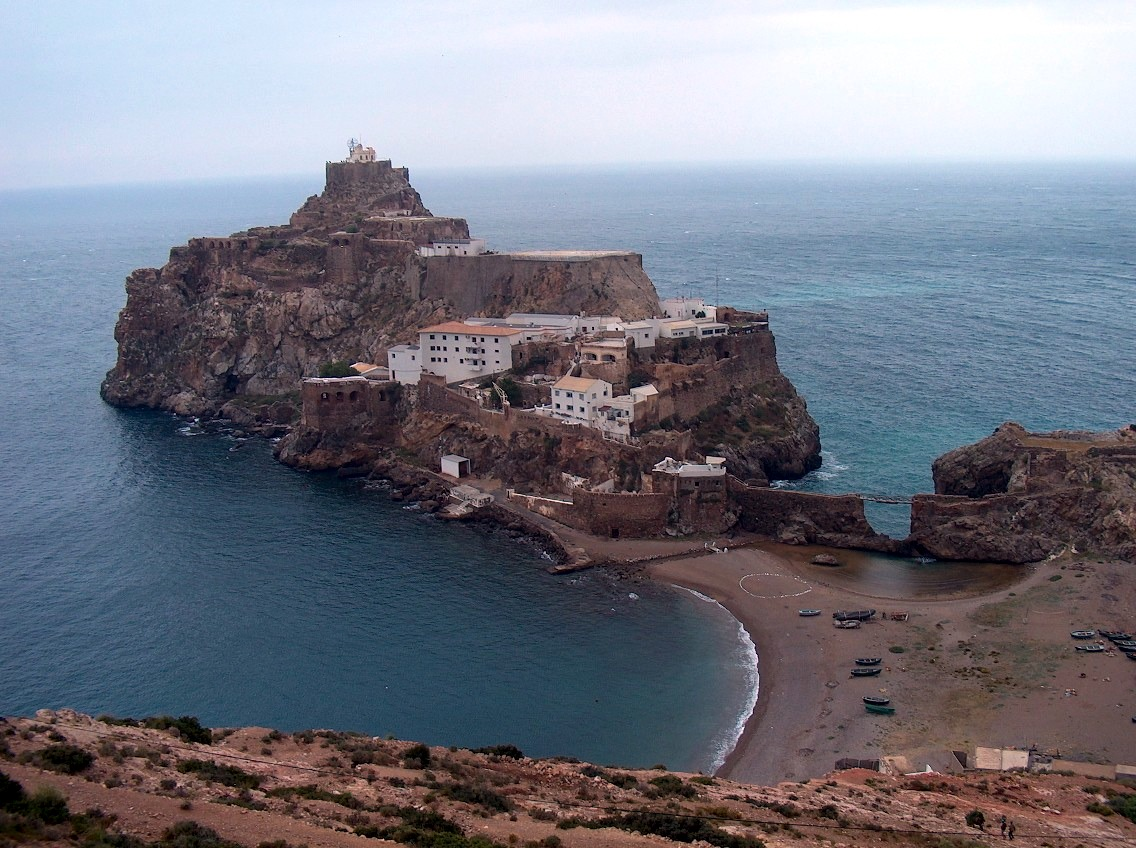
Peñón de Vélez
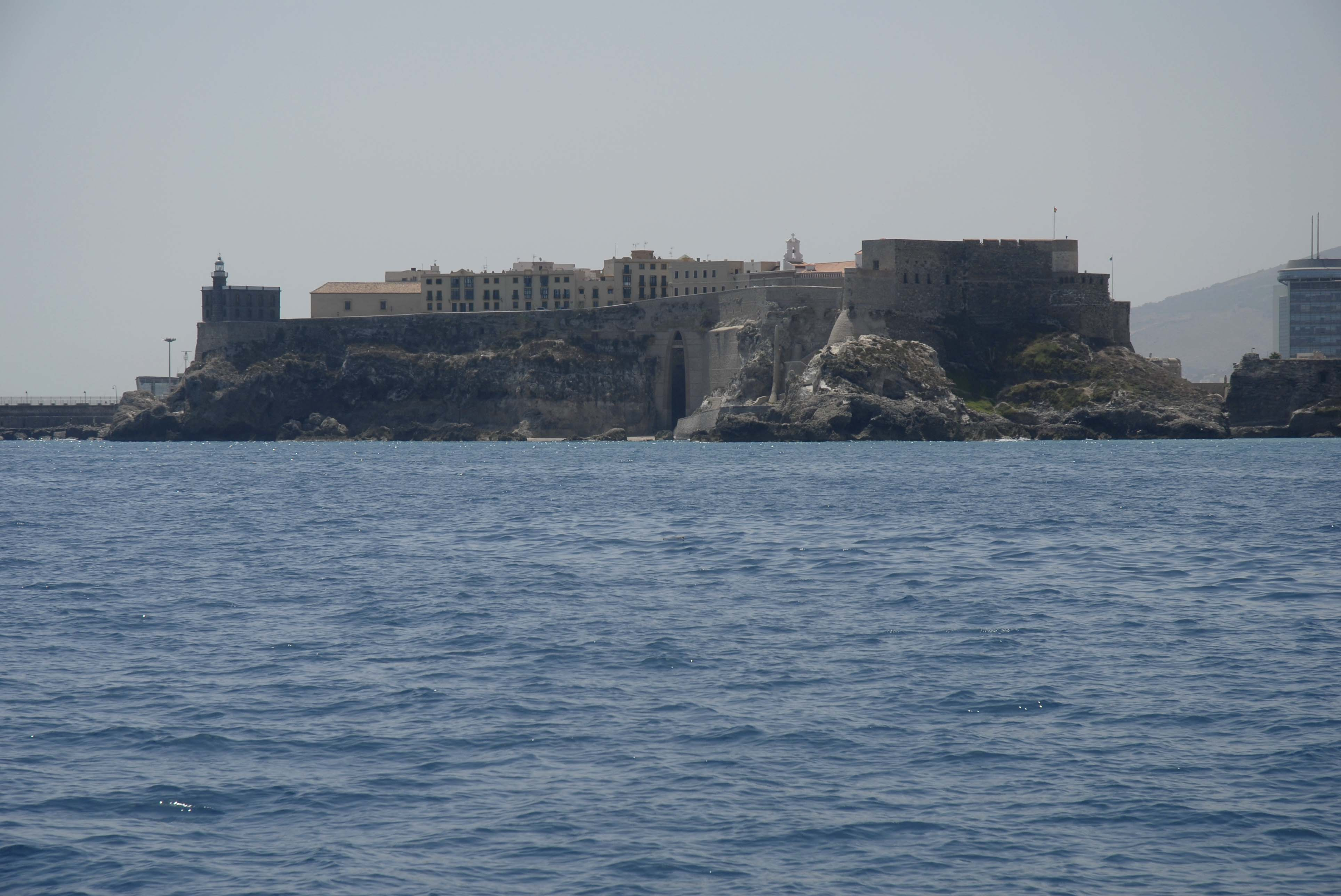
Melilla
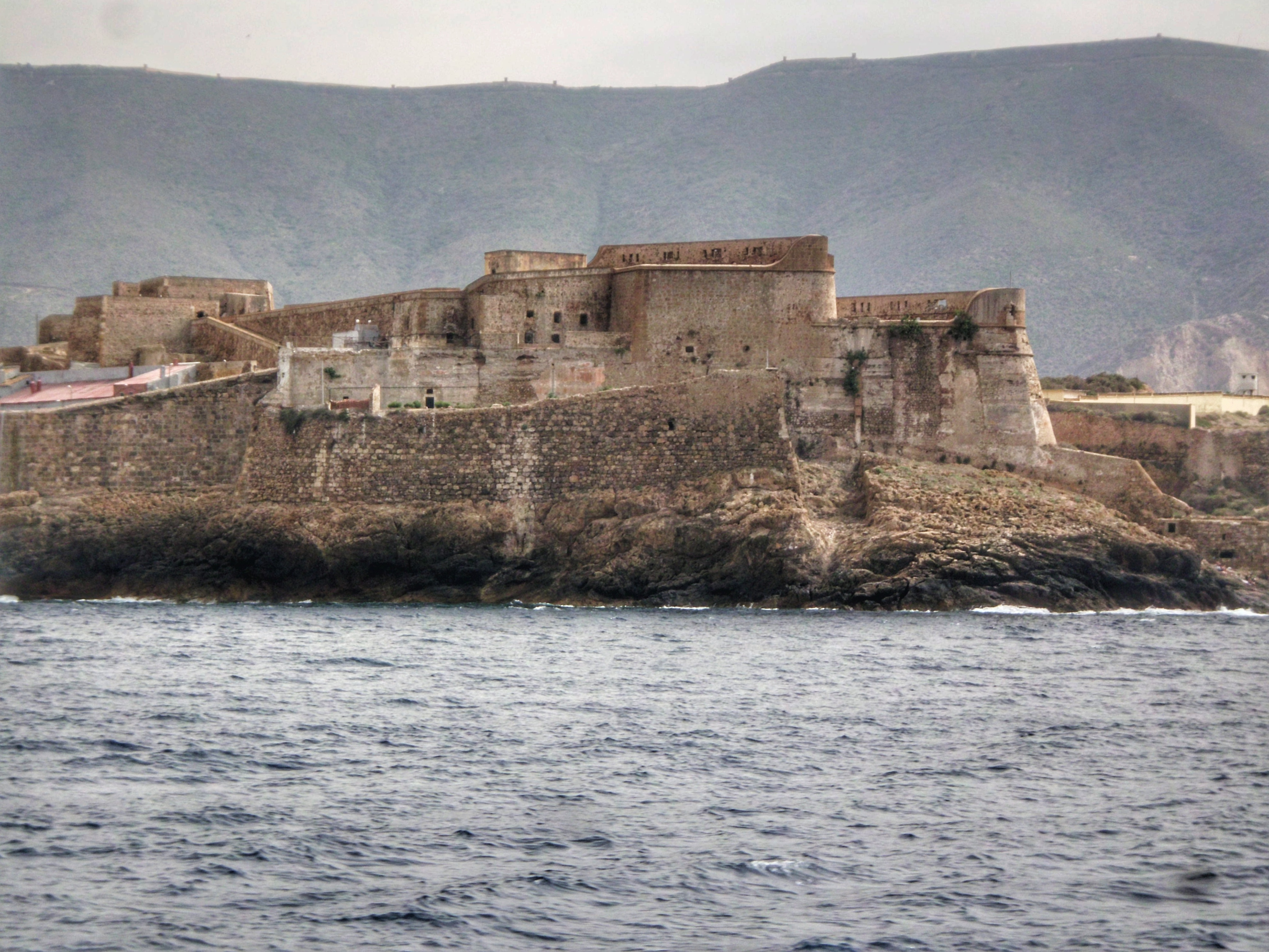
Mers El Kébir
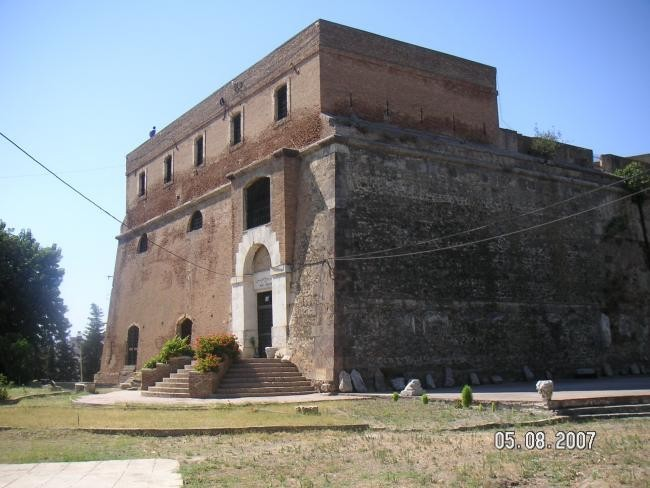
Forte spagnolo (Bordj Moussa) a Béjaïa
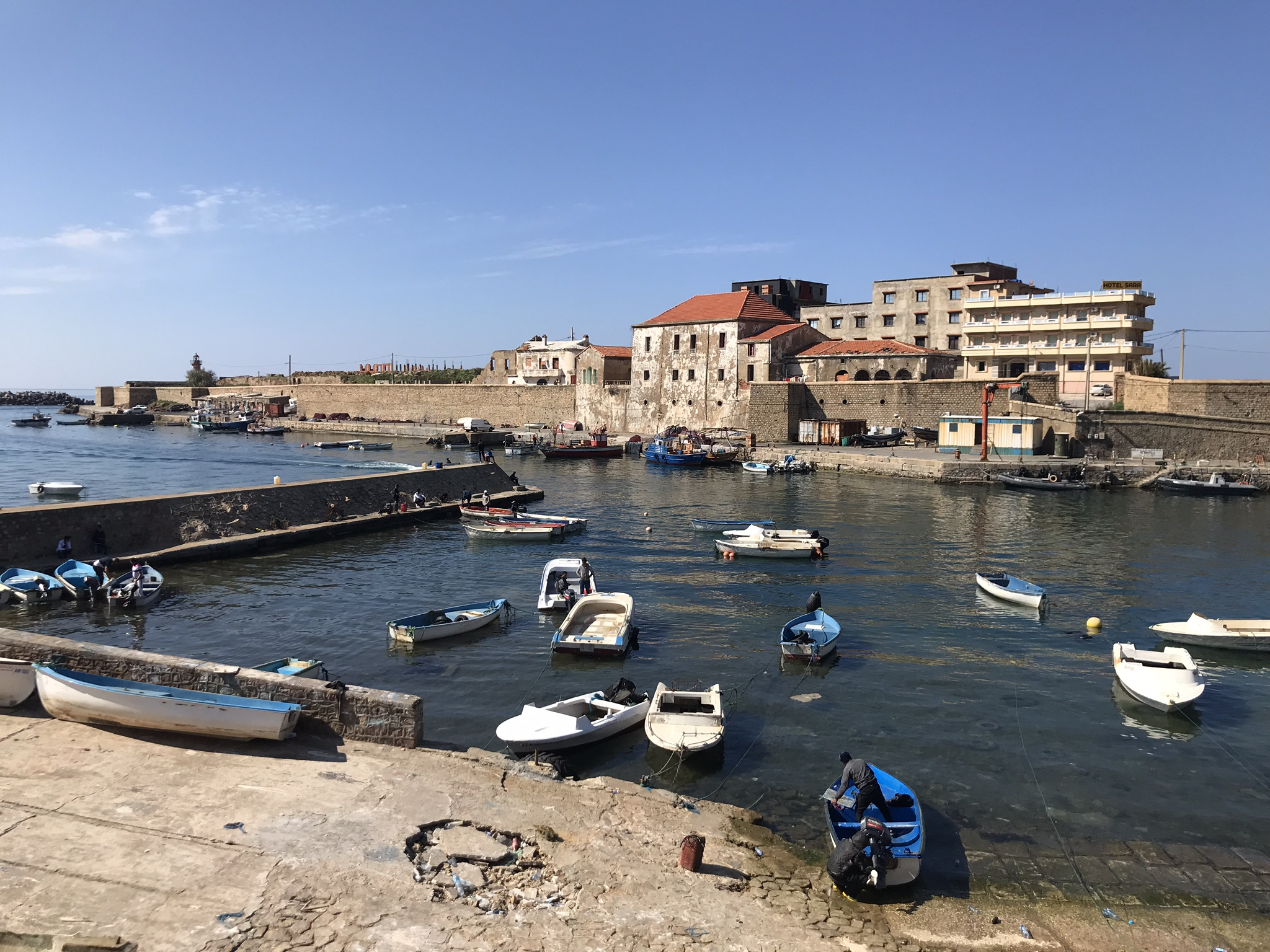
El Kala o La Calle, ex Bastion de France
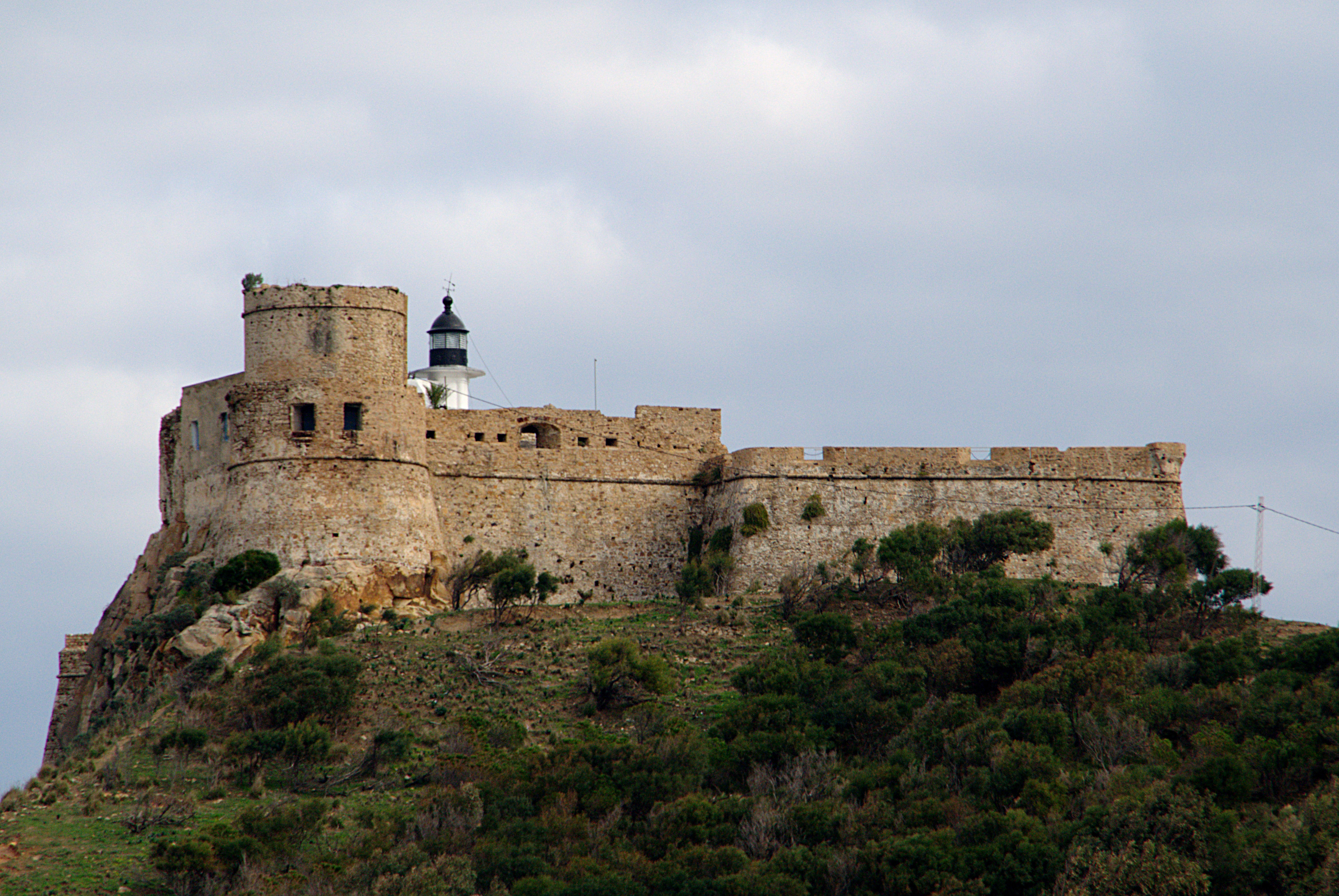
Forte genovese di Tabarka
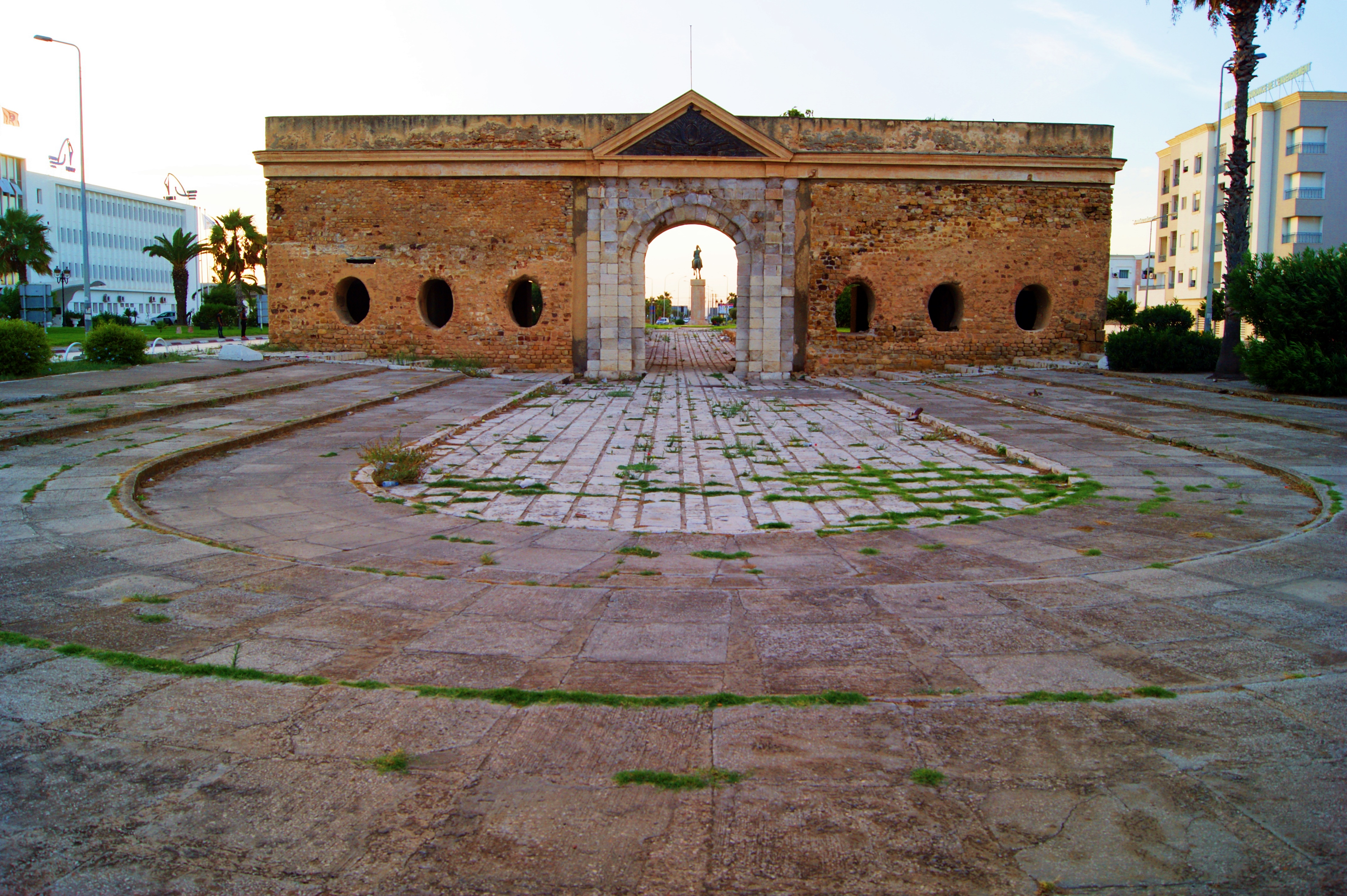
La Goulette
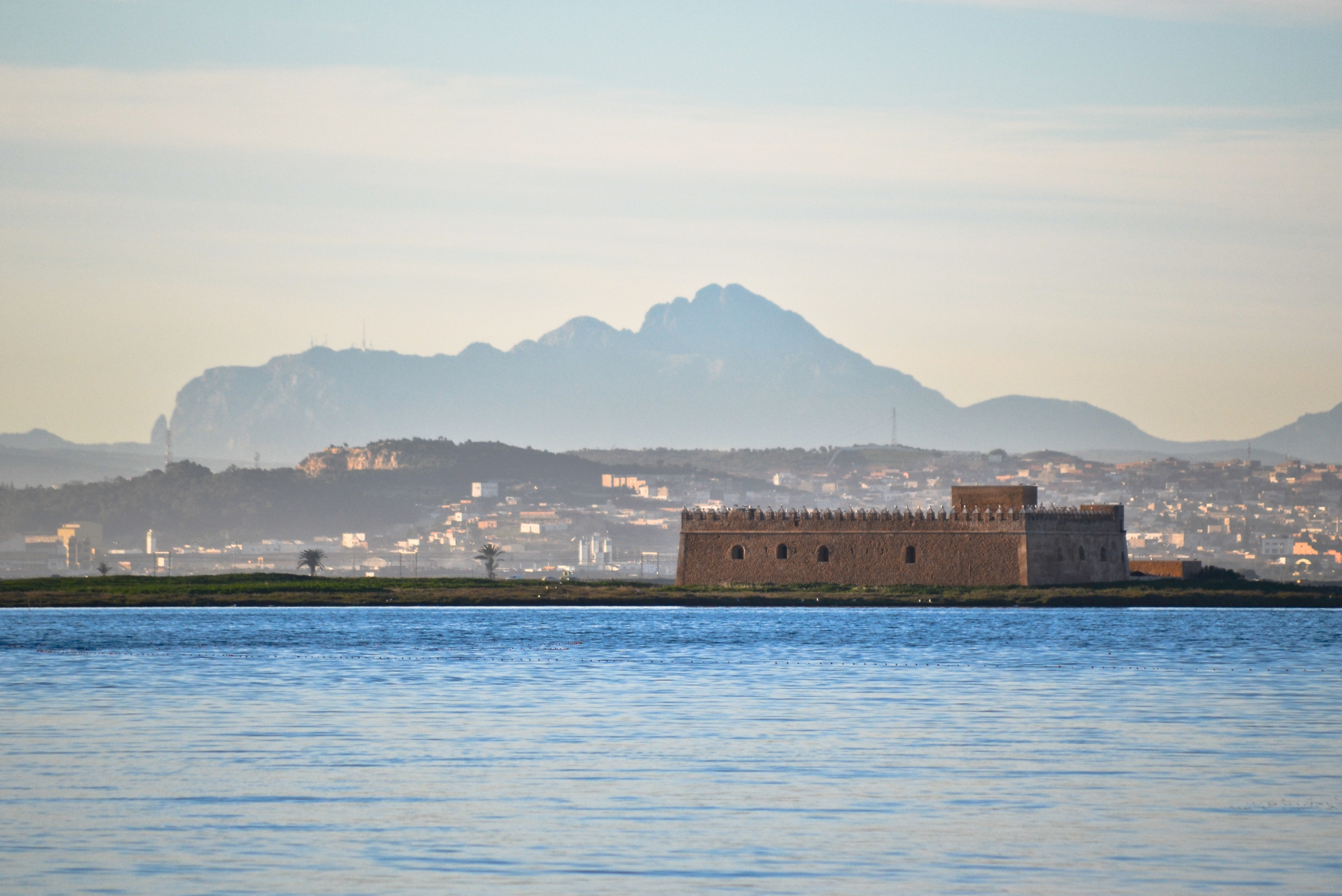
Forte spagnolo dell'isola di Chikly sul lago di Tunisi
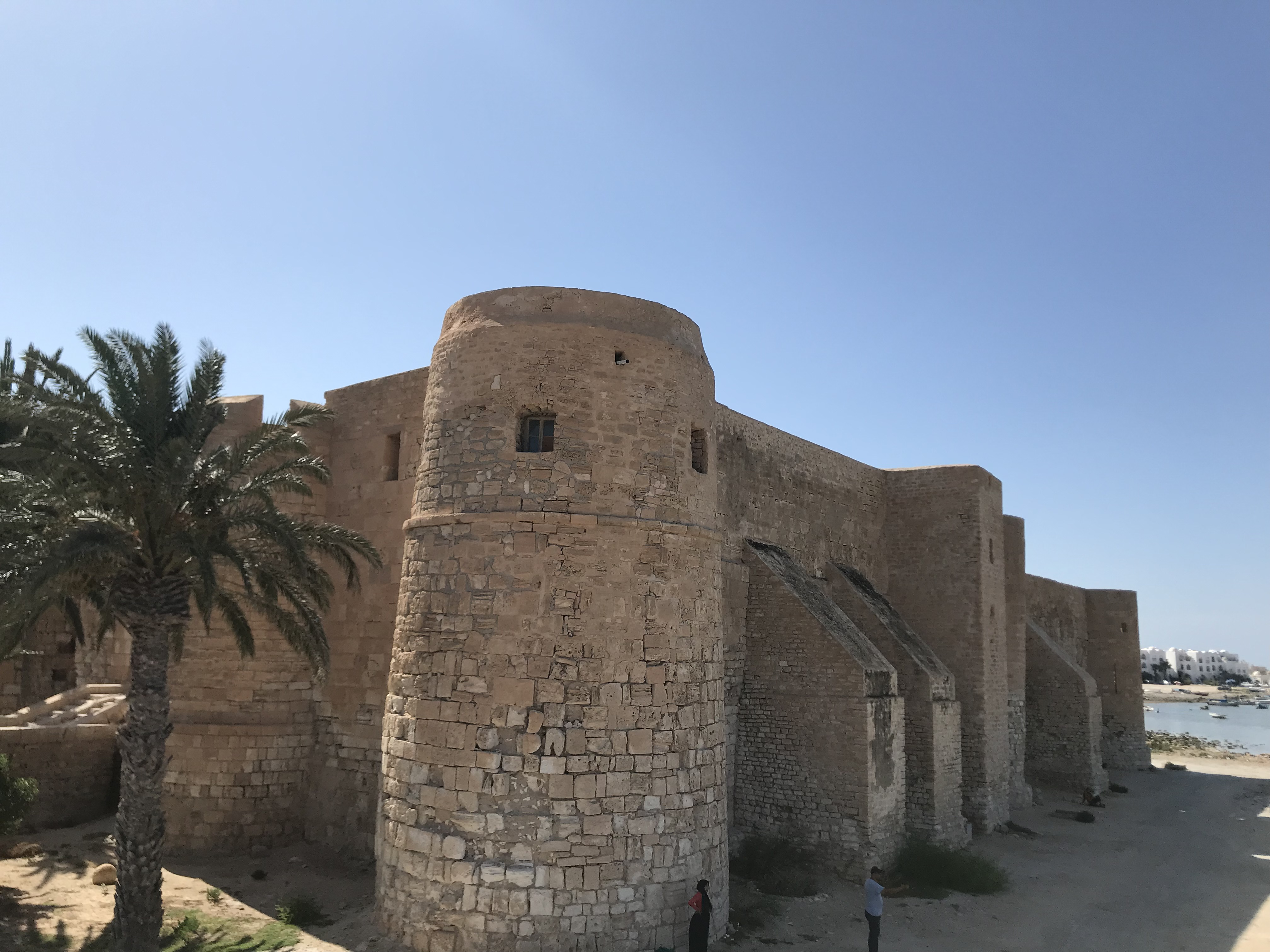
Borj El Kebir a Djerba
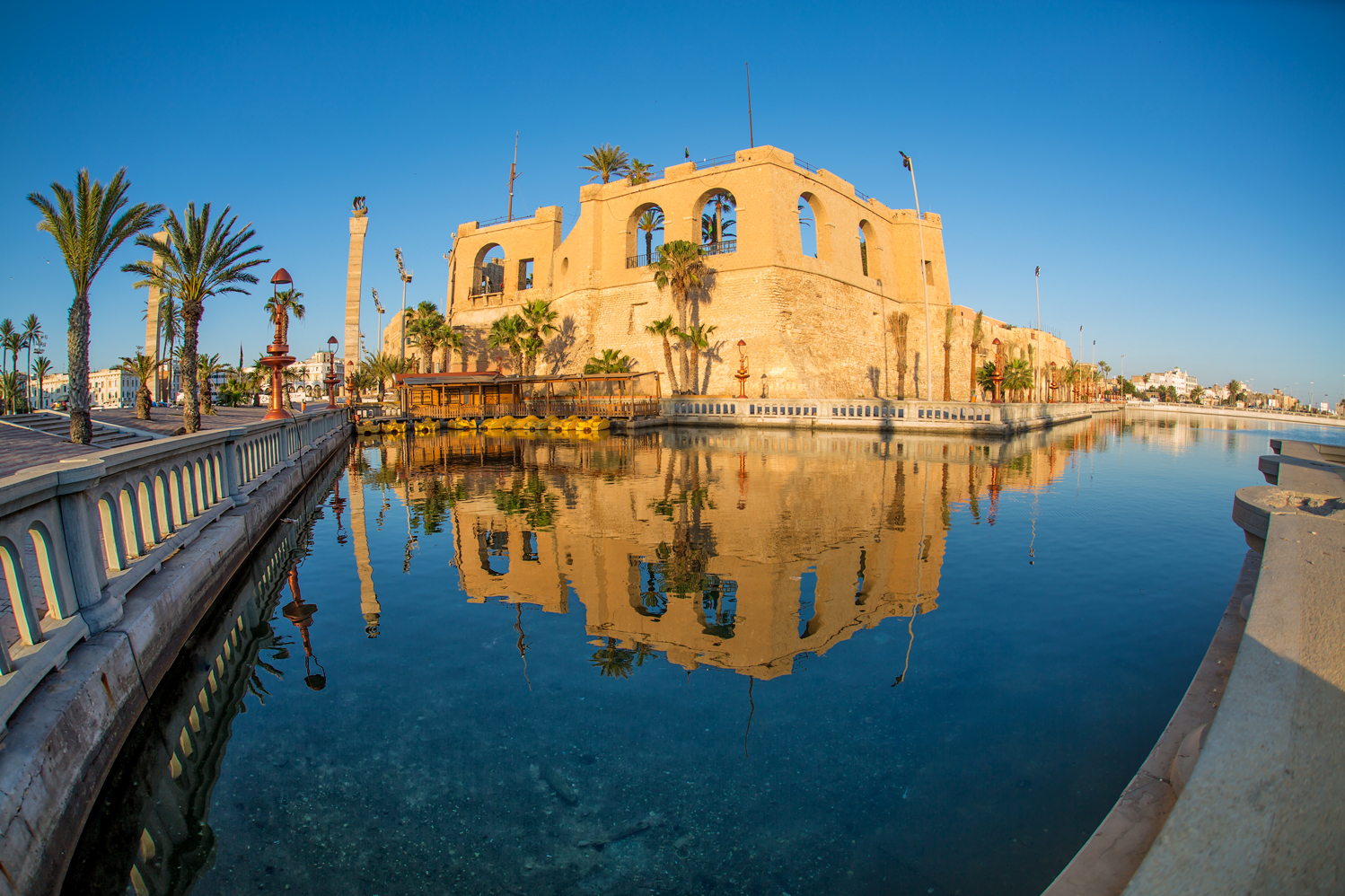
Castello Rosso di Tripoli